# پایگاه هوایی پولتاوا
پایگاه هوایی پولتاوا (به انگلیسی: Poltava Air Base) یک فرودگاه نظامی با کد یاتا MIO است که یک باند فرود بتن دارد و طول باند آن ۲۵۰۰ متر است. این فرودگاه در شهر پولتاوا کشور اوکراین قرار دارد .